# 500 kilomètres de Zolder FIA GT 2000
Navigation
Édition précédente Édition suivante
Les 500 kilomètres de Zolder 2000 FIA GT, disputées le 23 juillet 2000 sur le circuit de Zolder, sont la sixième manche du championnat FIA GT 2000.

## Course

### Classement de la course
| Pos.   | Catégorie | N° | Écurie                        | Pilotes                                               | Châssis                   | Pneus | Tours/Abandon |
| Pos.   | Catégorie | N° | Écurie                        | Pilotes                                               | Moteur                    | Pneus | Tours/Abandon |
| ------ | --------- | -- | ----------------------------- | ----------------------------------------------------- | ------------------------- | ----- | ------------- |
| 1      | GT        | 14 | Lister Storm Racing           | Jamie Campbell-Walter Julian Bailey                   | Lister Storm              | M     | 108           |
| 1      | GT        | 14 | Lister Storm Racing           | Jamie Campbell-Walter Julian Bailey                   | Jaguar 7.0L V12           | M     | 108           |
| 2      | GT        | 12 | Paul Belmondo Racing          | Boris Derichebourg Vincent Vosse                      | Chrysler Viper GTS-R      | D     | 108           |
| 2      | GT        | 12 | Paul Belmondo Racing          | Boris Derichebourg Vincent Vosse                      | Chrysler 8.0L V10         | D     | 108           |
| 3      | GT        | 11 | Paul Belmondo Racing          | Paul Belmondo Marc Duez                               | Chrysler Viper GTS-R      | D     | 107           |
| 3      | GT        | 11 | Paul Belmondo Racing          | Paul Belmondo Marc Duez                               | Chrysler 8.0L V10         | D     | 107           |
| 4      | GT        | 3  | Freisinger Motorsport         | Bert Longin Wolfgang Kaufmann                         | Porsche 911 GT2           | D     | 106           |
| 4      | GT        | 3  | Freisinger Motorsport         | Bert Longin Wolfgang Kaufmann                         | Porsche 3.8L Turbo Flat-6 | D     | 106           |
| 5      | GT        | 19 | Marcos Racing International   | Cor Euser Harald Becker                               | Marcos Mantara LM600      | D     | 105           |
| 5      | GT        | 19 | Marcos Racing International   | Cor Euser Harald Becker                               | Chevrolet 5.9L V8         | D     | 105           |
| 6      | GT        | 4  | Freisinger Motorsport         | Ernst Palmberger Yukihiro Hane                        | Porsche 911 GT2           | D     | 104           |
| 6      | GT        | 4  | Freisinger Motorsport         | Ernst Palmberger Yukihiro Hane                        | Porsche 3.8L Turbo Flat-6 | D     | 104           |
| 7      | GT        | 21 | Racing Box                    | Luca Cappellari Raffaele Sangiuolo Gabriele Matteuzzi | Chrysler Viper GTS-R      | D     | 104           |
| 7      | GT        | 21 | Racing Box                    | Luca Cappellari Raffaele Sangiuolo Gabriele Matteuzzi | Chrysler 8.0L V10         | D     | 104           |
| 8      | N-GT      | 77 | RWS Red Bull Racing           | Luca Riccitelli Hans Willems                          | Porsche 911 GT3-R         | M     | 104           |
| 8      | N-GT      | 77 | RWS Red Bull Racing           | Luca Riccitelli Hans Willems                          | Porsche 3.6L Flat-6       | M     | 104           |
| 9      | N-GT      | 52 | Larbre Compétition Chéreau    | Christophe Bouchut Patrice Goueslard                  | Porsche 911 GT3-R         | M     | 104           |
| 9      | N-GT      | 52 | Larbre Compétition Chéreau    | Christophe Bouchut Patrice Goueslard                  | Porsche 3.6L Flat-6       | M     | 104           |
| 10     | N-GT      | 51 | Pennzoil Quaker State G-Force | Richard Nearn Michel Neugarten                        | Porsche 911 GT3-R         | D     | 102           |
| 10     | N-GT      | 51 | Pennzoil Quaker State G-Force | Richard Nearn Michel Neugarten                        | Porsche 3.6L Flat-6       | D     | 102           |
| 11     | GT        | 27 | Autorlando                    | Marco Spinelli Fabio Villa Gabriele Sabatini          | Porsche 911 GT2           | P     | 102           |
| 11     | GT        | 27 | Autorlando                    | Marco Spinelli Fabio Villa Gabriele Sabatini          | Porsche 3.8L Turbo Flat-6 | P     | 102           |
| 12     | GT        | 8  | Haberthur Racing              | Patrick Vuillaume Erik Bruynoghe Mauro Casadei        | Porsche 911 GT2           | D     | 102           |
| 12     | GT        | 8  | Haberthur Racing              | Patrick Vuillaume Erik Bruynoghe Mauro Casadei        | Porsche 3.8L Turbo Flat-6 | D     | 102           |
| 13     | N-GT      | 50 | Pennzoil Quaker State G-Force | Nigel Smith Magnus Wallinder                          | Porsche 911 GT3-R         | D     | 102           |
| 13     | N-GT      | 50 | Pennzoil Quaker State G-Force | Nigel Smith Magnus Wallinder                          | Porsche 3.6L Flat-6       | D     | 102           |
| 14     | N-GT      | 53 | Larbre Compétition Chéreau    | Ferdinand de Lesseps Jean-Luc Chéreau André Ahrlé     | Porsche 911 GT3-R         | M     | 102           |
| 14     | N-GT      | 53 | Larbre Compétition Chéreau    | Ferdinand de Lesseps Jean-Luc Chéreau André Ahrlé     | Porsche 3.6L Flat-6       | M     | 102           |
| 15     | N-GT      | 67 | MAC Racing                    | Fabio Mancini Gianni Collini                          | Porsche 911 GT3-R         | D     | 100           |
| 15     | N-GT      | 67 | MAC Racing                    | Fabio Mancini Gianni Collini                          | Porsche 3.6L Flat-6       | D     | 100           |
| 16     | GT        | 7  | Proton Competition            | Gerold Ried Christian Ried                            | Porsche 911 GT2           | Y     | 100           |
| 16     | GT        | 7  | Proton Competition            | Gerold Ried Christian Ried                            | Porsche 3.6L Turbo Flat-6 | Y     | 100           |
| 17     | GT        | 5  | Konrad Motorsport             | Franz Konrad Jürgen von Gartzen                       | Porsche 911 GT2           | D     | 99            |
| 17     | GT        | 5  | Konrad Motorsport             | Franz Konrad Jürgen von Gartzen                       | Porsche 3.8L Turbo Flat-6 | D     | 99            |
| 18     | N-GT      | 78 | Cirtek Motorsport             | Adam Simmons Ian Gibbons Jürgen Lorenz                | Porsche 911 GT3-R         | ?     | 98            |
| 18     | N-GT      | 78 | Cirtek Motorsport             | Adam Simmons Ian Gibbons Jürgen Lorenz                | Porsche 3.6L Flat-6       | ?     | 98            |
| 19     | N-GT      | 70 | JMB Competition               | Batti Pregliasco Christian Pescatori Marco Lambertini | Ferrari 360 Modena N-GT   | P     | 97            |
| 19     | N-GT      | 70 | JMB Competition               | Batti Pregliasco Christian Pescatori Marco Lambertini | Ferrari 3.6L V8           | P     | 97            |
| 20     | N-GT      | 71 | JMB Competition               | Philippe Alliot Peter Kutemann                        | Ferrari 360 Modena N-GT   | P     | 96            |
| 20     | N-GT      | 71 | JMB Competition               | Philippe Alliot Peter Kutemann                        | Ferrari 3.6L V8           | P     | 96            |
| 21     | GT        | 33 | Cirtek Motorsport             | Jonathan Baker Charlie Cox                            | Porsche 911 GT2           | ?     | 90            |
| 21     | GT        | 33 | Cirtek Motorsport             | Jonathan Baker Charlie Cox                            | Porsche 3.8L Turbo Flat-6 | ?     | 90            |
| 22 NC  | N-GT      | 56 | EMKA GTC                      | Steve O'Rourke Tim Sugden                             | Porsche 911 GT3-R         | P     | 67            |
| 22 NC  | N-GT      | 56 | EMKA GTC                      | Steve O'Rourke Tim Sugden                             | Porsche 3.6L Flat-6       | P     | 67            |
| 23 DNF | N-GT      | 79 | RWS Red Bull Racing           | Giorgio Tibaldo Hans-Jörg Hofer                       | Porsche 911 GT3-R         | M     | 98            |
| 23 DNF | N-GT      | 79 | RWS Red Bull Racing           | Giorgio Tibaldo Hans-Jörg Hofer                       | Porsche 3.6L Flat-6       | M     | 98            |
| 24 DNF | N-GT      | 66 | MAC Racing                    | Massimo Cattori Paolo Rapetti                         | Porsche 911 GT3-R         | D     | 52            |
| 24 DNF | N-GT      | 66 | MAC Racing                    | Massimo Cattori Paolo Rapetti                         | Porsche 3.6L Flat-6       | D     | 52            |
| 25 DNF | GT        | 25 | Carsport Holland              | Mike Hezemans David Hart                              | Chrysler Viper GTS-R      | M     | 48            |
| 25 DNF | GT        | 25 | Carsport Holland              | Mike Hezemans David Hart                              | Chrysler 8.0L V10         | M     | 48            |
| 26 DNF | GT        | 15 | Lister Storm Racing           | Nicolaus Springer Tiff Needell                        | Lister Storm              | M     | 46            |
| 26 DNF | GT        | 15 | Lister Storm Racing           | Nicolaus Springer Tiff Needell                        | Jaguar 7.0L V12           | M     | 46            |
| 27 DNF | N-GT      | 55 | ART Engineering               | Constantino Bertuzzi Pierangelo Masselli              | Porsche 911 GT3-R         | P     | 43            |
| 27 DNF | N-GT      | 55 | ART Engineering               | Constantino Bertuzzi Pierangelo Masselli              | Porsche 3.6L Flat-6       | P     | 43            |
| 28 DNF | GT        | 22 | Wieth Racing                  | Niko Wieth Franz Wieth                                | Porsche 911 GT2           | D     | 5             |
| 28 DNF | GT        | 22 | Wieth Racing                  | Niko Wieth Franz Wieth                                | Porsche 3.8L Turbo Flat-6 | D     | 5             |
| 29 DNF | GT        | 3  | First Racing                  | Fabien Giroix Jean-Denis Delétraz                     | Ferrari 550 Maranello     | D     | 3             |
| 29 DNF | GT        | 3  | First Racing                  | Fabien Giroix Jean-Denis Delétraz                     | Ferrari 6.0L V12          | D     | 3             |